# Thenthamaraikulam
Thenthamaraikulam è una suddivisione dell'India, classificata come town panchayat, di 11.068 abitanti, situata nel distretto di Kanyakumari, nello stato federato del Tamil Nadu. In base al numero di abitanti la città rientra nella classe IV (da 10.000 a 19.999 persone).

## Geografia fisica
La città è situata a 08° 06' 54 N e 77° 29' 31 E.

## Società

### Evoluzione demografica
Al censimento del 2001 la popolazione di Thenthamaraikulam assommava a 11.068 persone, delle quali 5.415 maschi e 5.653 femmine. I bambini di età inferiore o uguale ai sei anni assommavano a 1.136, dei quali 584 maschi e 552 femmine. Infine, coloro che erano in grado di saper almeno leggere e scrivere erano 9.102, dei quali 4.541 maschi e 4.561 femmine.